# フランソワーズ・ダンボワーズ

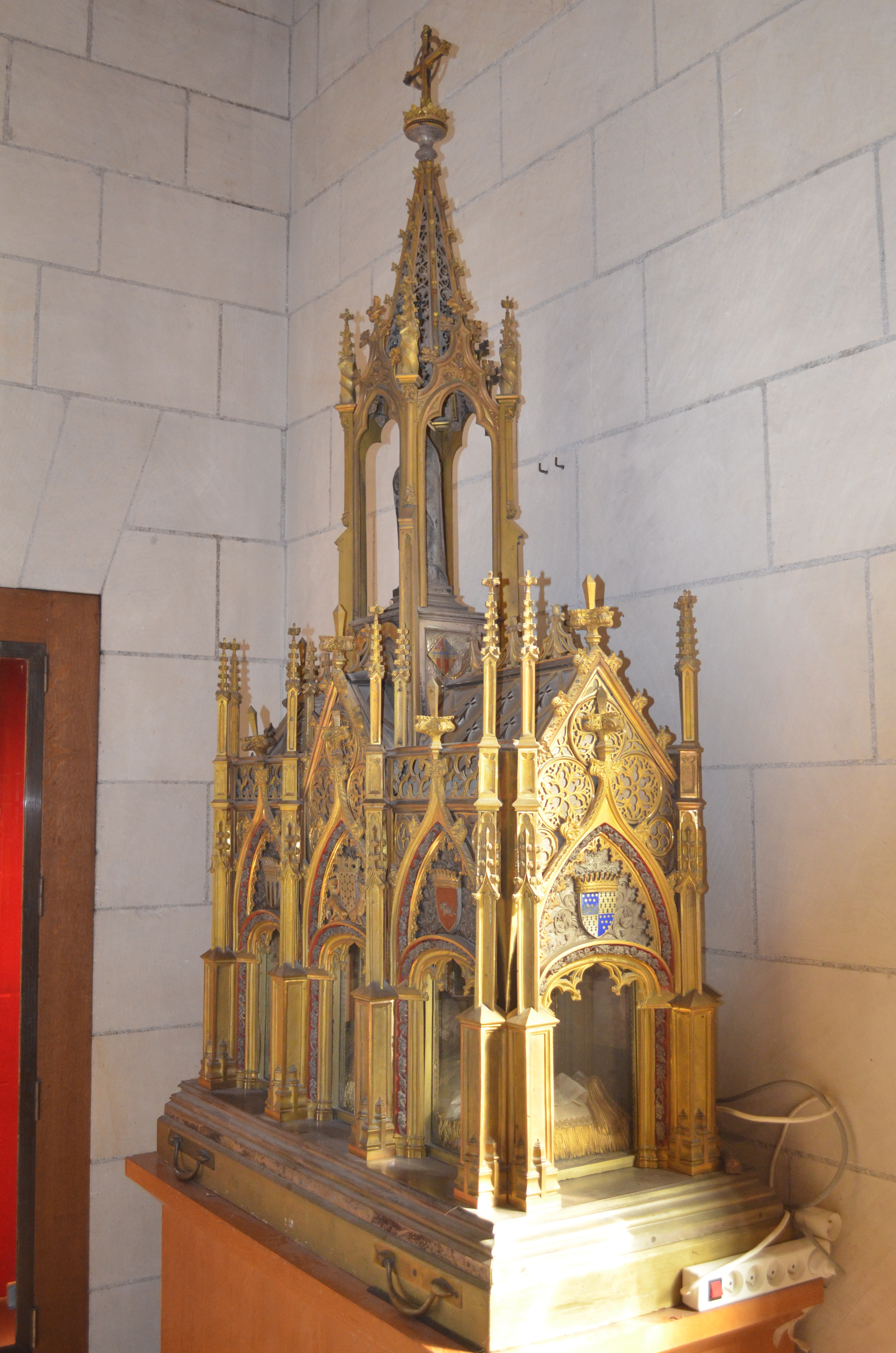
フランソワーズ・ダンボワーズの聖遺物箱。サン・ピエール・ド・ナント大聖堂

福者フランソワーズ・ダンボワーズ（Françoise d'Amboise、1427年3月29日トゥアル - 1485年11月4日ブゲネ）は、ブルターニュ公ピエール2世の妃。夫の没後に修道女となり、ヴァンヌにフランス初のカルメル会女子修道院を創設した。死後に列福された。

## 生涯
裕福なタルモン領主にしてトゥアール子爵であるルイ・ダンボワーズとルイーズ・マリー・ド・リューの娘として生まれた。強力な領主たちの暴力から逃れるため、フランソワーズは母とともにブルターニュ宮廷のあるヴァンヌ、そしてナントへ逃亡した。
フランソワーズが3歳のとき、ブルターニュ公の次男ピエールとの婚約が整えられ、15歳になった1442年に正式に結婚した。1450年にピエールの兄フランソワ1世が予期せずに亡くなり、ピエールが即位した。公爵夫人となったフランソワーズは、ブルターニュの政を積極的にしかし控えめにこなしていった。彼女はこども、病人、貧者を助けた。彼女の夫、ピエール2世は1457年に病に倒れ亡くなった。フランソワーズはルイ・ダンボワーズの3人の娘たちのうち長女であったため、フランス王ルイ11世は王族の一人とフランソワーズを再婚させ、トゥアール子爵領をフランス王領に併合させようと目論んだ。このためにフランソワーズは再び逃亡した。
子供のない未亡人であるフランソワーズは、カルメル会総長ジャン・ソレトとともに1463年、フランス最初のカルメル会修道院をヴァンヌに創設した。1468年3月25日、フランソワーズは自身がカルメル会に入会して修道女となった。
1477年、義理の甥であるフランソワ2世が、規律が少し緩んでいたベネディクト会のクエト修道院（現在のブゲネにあった）を矯正するためにナントに招聘した。カルメル会共同体はヴァンヌを去ってクエトに新たな修道院をもうけた。カルメル会のクエト修道院はフランス革命まで存続した。
フランソワーズは1485年にクエト修道院で没した。
死後数年して、ローマ教皇インノケンティウス8世によってフランソワーズは福者とされた。彼女の典礼追悼は1863年にピウス9世によって追認された。